# Albín Theodor Prokop
Albín Theodor Prokop (13. ledna 1835, Hustopeče – 10. května 1916, Těšín, Rakousko-Uhersko), byl architektem. V Těšíně působil od roku 1871; byl ředitelem Knížecí komory Těšínské. Jeho výjimečné projektantské schopnosti mu přinesly titul stavebního rady, rytířský řád Františka Josefa a papežský řád sv. Jiří.
V letech 1874-1894 působil jako konzervátor Druhé vídeňské Centrální komory pro památkovou péči.

## Stavby[2][3]
V Těšínském Slezsku projektoval mnoho staveb. Mezi významnější patří:
- třinecká huť
- katolický farní kostel v Třinci postaven v letech 1882 (základní kámen byl položen 24. října za přítomnosti arcivévody Albrechta) až 1885 dle vídeňských stylových zvyklostí
- kostel v Horní Lomné vystavěn v letech 1894-1896 v novogotickém stylu
- dřevěný kostel v Bystřici nad Olší dostavěn v roce 1897 v romantickém slohu, který navazoval na Jurkovičovo chápání lidové architektury a u něhož vystoupila do popředí Prokopova znalost místního lidového stavitelství

V letech 1897 až 1901 se Albín Prokop podílel na obnově zámku ve Frýdku (přesněji řečeno - na jeho přestavbě ve stylu severské neorenesance). O tři roky později byl v Těšíně otevřen Jubilejní most Františka Josefa (u příležitosti 55. výročí panování císaře) vyprojektovaný Albínem Prokopem. Most už dnes nestojí, v roce 1939 byl zničen polskou armádou ustupující před nacisty.
Prokop je též autorem nezrealizovaného projektu kašny Františka Josefa I., která měla stát na hlavním Těšínském náměstí, ale z její realizace sešlo.